# Brachyscleroma albipetiolata
Brachyscleroma albipetiolata är en stekelart som beskrevs av He och Chen 1996. Brachyscleroma albipetiolata ingår i släktet Brachyscleroma och familjen brokparasitsteklar. Inga underarter finns listade.